# Francesco Camuncoli
Francesco Camuncoli, né en 1745 à Novellara et mort en 1825 à Reggio d'Émilie, est un peintre néoclassique italien des XVIIIe et XIXe siècles.

## Biographie
Il commence ses études à l'école jésuite de Novellara puis va poursuivre celles-ci en dessin et en peinture au Seminario di Reggio, le Séminaire de Reggio en 1756 puisque vivant dans une famille aisée, ses parents avaient les moyens de l'envoyer à l'académie. Il déménage par la suite à Bologne en 1763 pour étudier à l'Academia Clementina de Bologne où il rencontre Francesco Vellani qui l'a grandement influencé et pour qui il a terminé une peinture post mortem en 1769. Lorsqu'il retourne à Reggio en 1780, il devient immédiatement un artiste prisé pour les commandes religieuses et privées se spécialisant dans les retables et les peintures religieuses. Il a entre autres reproduit des modèles à partir d'oeuvres du XVIIe siècle ne montrant que peu œuvresintérêt vers les nouvelles techniques artistiques. Il essaie aussi la fresque, sans trop de succès et seul une fresque de lui subsiste, située au Cimetière de Reggio d'Émilie (it). En 1797, il devient professeur d'art à l'Académie des Beaux-Arts de Reggio, poste qu'il occupe jusqu'en 1825, date de sa mort. Aujourd'hui, de ses 81 peintures estimées, seules 25 d'entre elles ont été retrouvées sans compter les dessins et les fresques qui ont disparu,.

## Œuvres
Liste non-exhaustive de ses peintures:
- Beata Vergine della Ghiara con San Prospero e Sant Antonio Abate, fresque, date inconnue, arc Liberati-Tagliaferri du cimetière de Reggio d'Émilie ;
- Santa Anna con la Vergine e santi, huile sur toile, date inconnue, Basilique San Prospero de Reggio d'Émilie ;
- Ritratto del sacerdote G. Denti, huile sur toile, date inconnue, Musei Civici de Reggio d'Émilie.